# Xã McAdoo, Quận Barber, Kansas
Xã McAdoo (tiếng Anh: McAdoo Township) là một xã thuộc quận Barber, tiểu bang Kansas, Hoa Kỳ. Năm 2010, dân số của xã này là 27 người.